# Weissia novae-valisiae
Weissia novae-valisiae är en bladmossart som beskrevs av Stone 1980. Weissia novae-valisiae ingår i släktet krusmossor, och familjen Pottiaceae. Inga underarter finns listade i Catalogue of Life.